# Жичиков Максим Сергійович
Макси́м Сергі́йович Жи́чиков (нар. 7 листопада 1992, Краснопавлівка, Харківська область, Україна) — український футболіст, захисник. Виступав за молодіжну та юнацькі збірні України.

## Клубна кар'єра
Народився в смт Краснопавлівка Харківської області. Вихованець харківського УФК.
У 2009 році з Харкова перебрався в донецький «Шахтар». Із 2009 по 2013 рік Жичиков був лідером молодіжного складу донецького «Шахтаря». За чотири сезони він провів у молодіжному чемпіонаті України 86 матчів, у яких забив 7 м'ячів.
Улітку 2013 року Жичиков на правах оренди перейшов у луганську «Зорю», але так і не зумів закріпитися в основі луганців, також виступаючи виключно за молодіжний склад. Усього Жичиков провів за команду 17 матчів у молодіжному чемпіонаті.
Улітку 2014 року на правах оренди перейшов у першолігові «Суми», де й дебютував у професіональному футболі 26 липня в матчі проти дніпродзержинської «Сталі».
Улітку 2016 року на умовах оренди став гравцем «Олександрії», але вже у грудні того ж року залишив команду та знову на правах оренди приєднався до лав маріупольського «Іллічівця», де вже грав у 2015—2016 роках, проте зіграв до кінця сезону лише в одному матчі чемпіонату.
Влітку 2017 року перейшов у литовську «Йонаву». Дебютував за свою нову команду 22 липня в матчі 17-го туру чемпіонату Литви, Жичиков вийшов на заміну на 64-й хвилині, а його команда в підсумку програла «Кауно Жальгіріс» (0:1). Уже у серпні того ж року гравець розірвав контракт з клубом за обопільною згодою і незабаром повернувся до України, ставши гравцем першолігового «Миколаєва».
27 серпня 2020 року став гравцем «Металіста 1925». Дебютував за харків'ян 29 серпня в матчі Кубку України проти «Альянса» (0:2). За п'ять сезонів, проведених у харківському клубі, зіграв 81 матч у чемпіонаті та 4 — в кубку України, відзначився одним забитим м'ячем і п'ятьма гольовими передачами. У червні 2025 року покинув «Металіст 1925».

## Збірні України
У 2009—2010 роках викликався до юнацьких збірних України різних вікових категорій, за які відіграв 13 матчів.
У 2012—2013 роках провів дві гри за молодіжну збірну України.

## Досягнення
«Металіст 1925»:
 Бронзовий призер Першої ліги України: 2020/21